# 노퍽 농법
노퍽 농법(Norfolk four-course system)은 일종의 윤작으로 밀, 순무, 보리, 클로버를 돌아가며 재배한다. 삼포제와 같은 기존 방식과 달리 휴경을 필요로 하지 않는다. 노퍽 농법은 16세기 초반 벨기에 북부에서 고안되었고 18세기 Charles Townshend, 2nd Viscount Townshend에 의해 대중화되었으며 이후 영국 농업 혁명의 핵심 요소가 됐다.